# Kapelle Stein

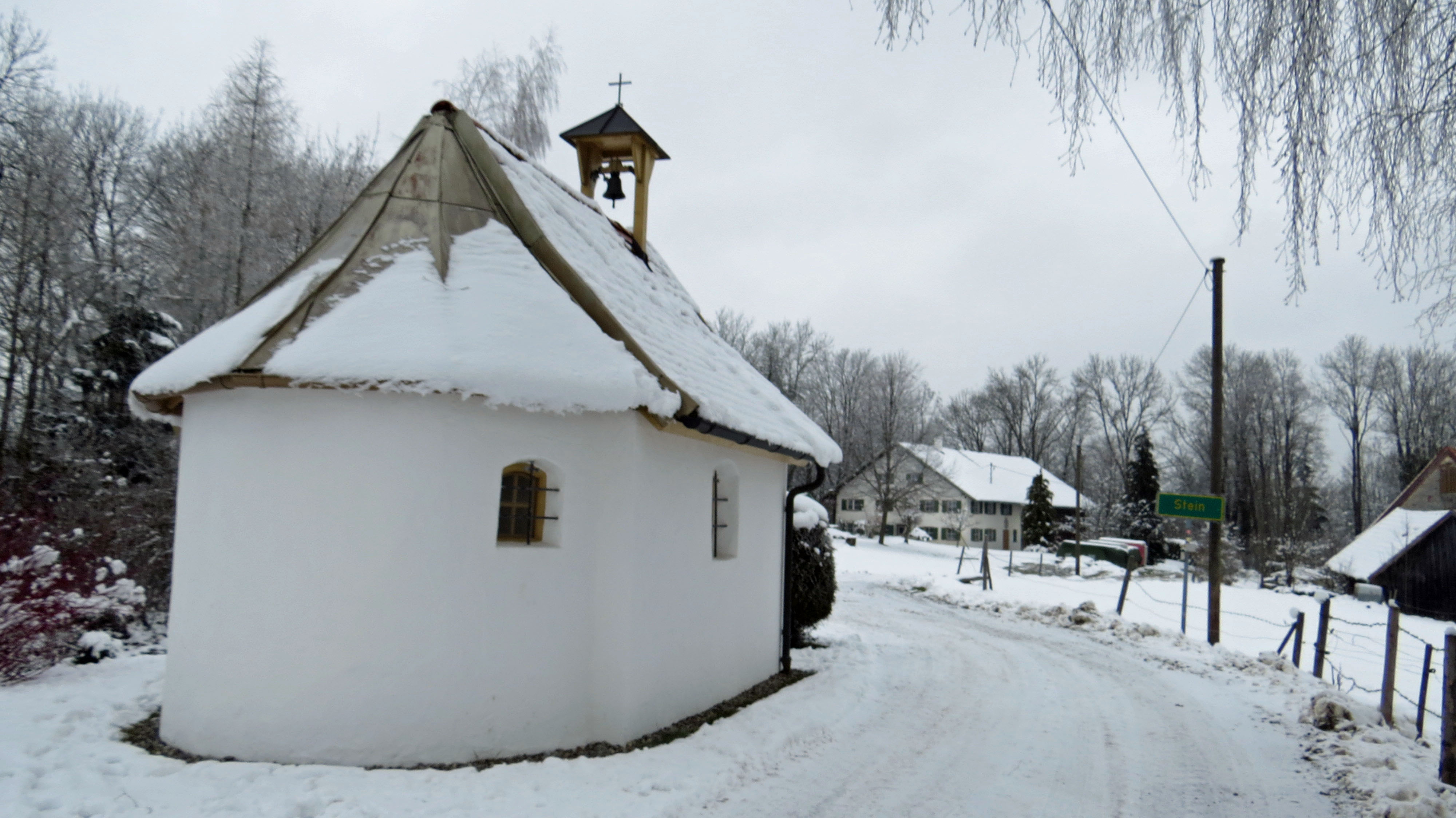
Kapelle in Stein

Die römisch-katholische Kapelle befindet sich in Stein, einem Ortsteil von Markt Rettenbach im Landkreis Unterallgäu in Bayern. Die Kapelle steht unter Denkmalschutz.

## Geschichte und Beschreibung
Die Kapelle stammt aus dem 17./18. Jahrhundert. Sie besteht aus einem kleinen flachgedeckten Raum. An den gedrückten Chorbogen schließt sich der halbrund geschlossene Altarraum an. Die Kapelle verfügt über eine stichbogige Tür sowie stichbogige Fenster.

## Ausstattung
Die Mensa des Altares ist gemauert. Das Retabel stammt aus der Zeit um 1700 und enthält ein modernes Bild unter gesprengtem Giebel. In der Kapelle befindet sich ein kleiner Kreuzweg aus dem 18. Jahrhundert. Aus der gleichen Zeit stammen die beiden gefassten Holzfiguren der Engelsputten mit Leuchtern.
Aus dem Jahr 1551 stammt der überlebensgroße gefasste Holzkruzifixus. Das aus Nadelholz gefertigte Gestühl besteht aus sechs Bänken und stammt aus dem 18. Jahrhundert.